# Sanatorium Apolant (Bad Kissingen)

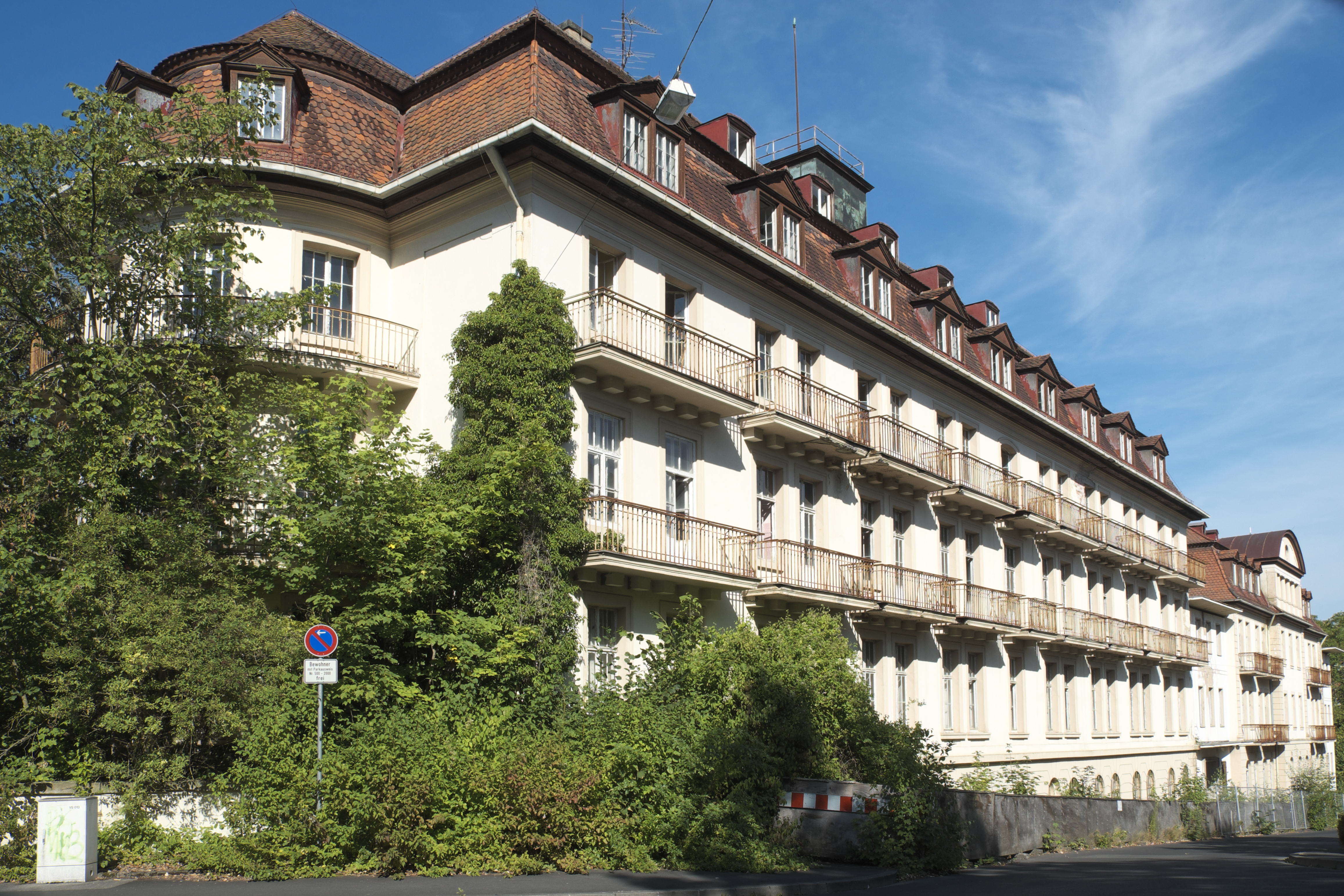
Sanatorium Apolant im Jahr 2022

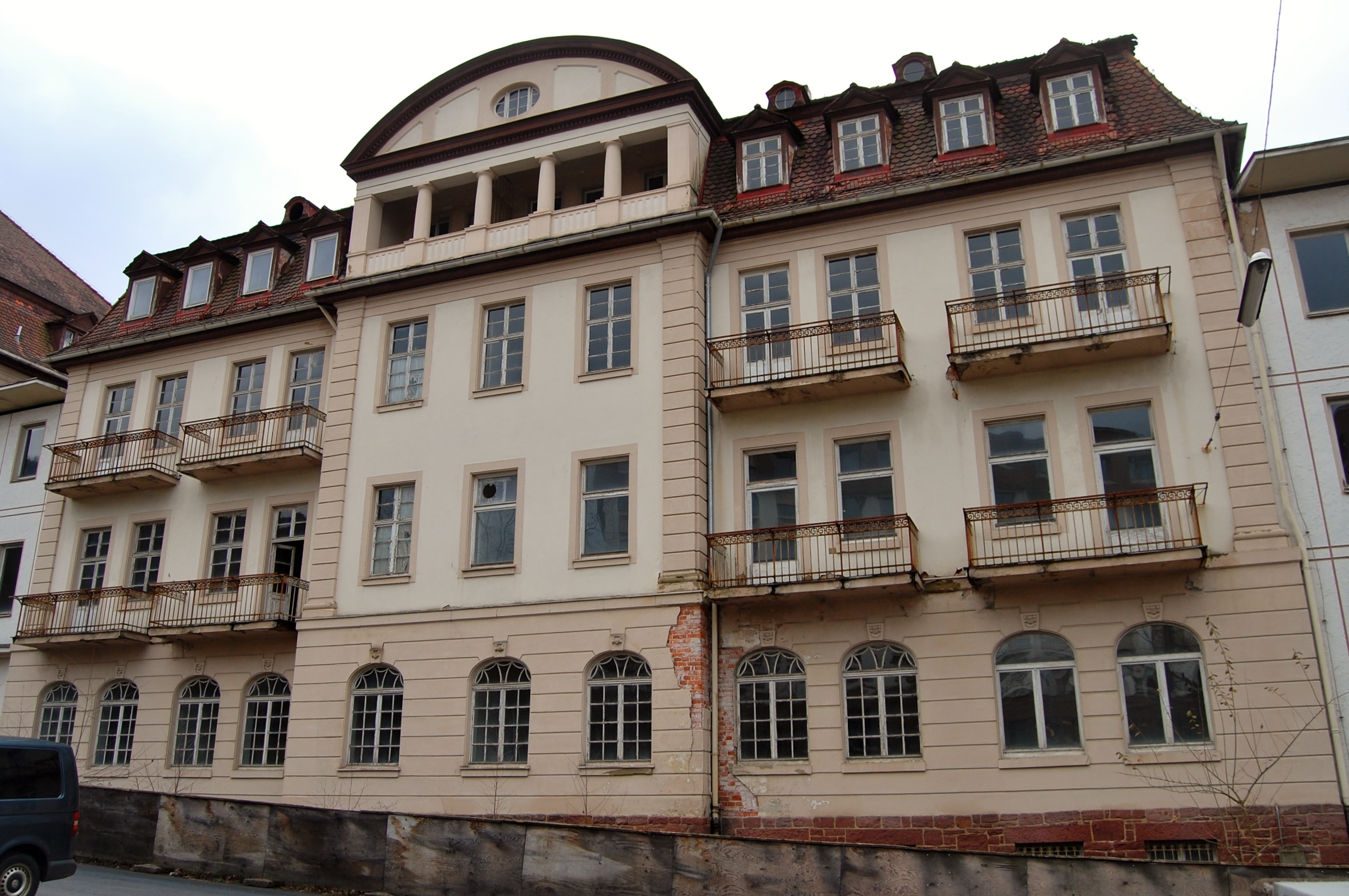
Stammhaus Apolant von 1906

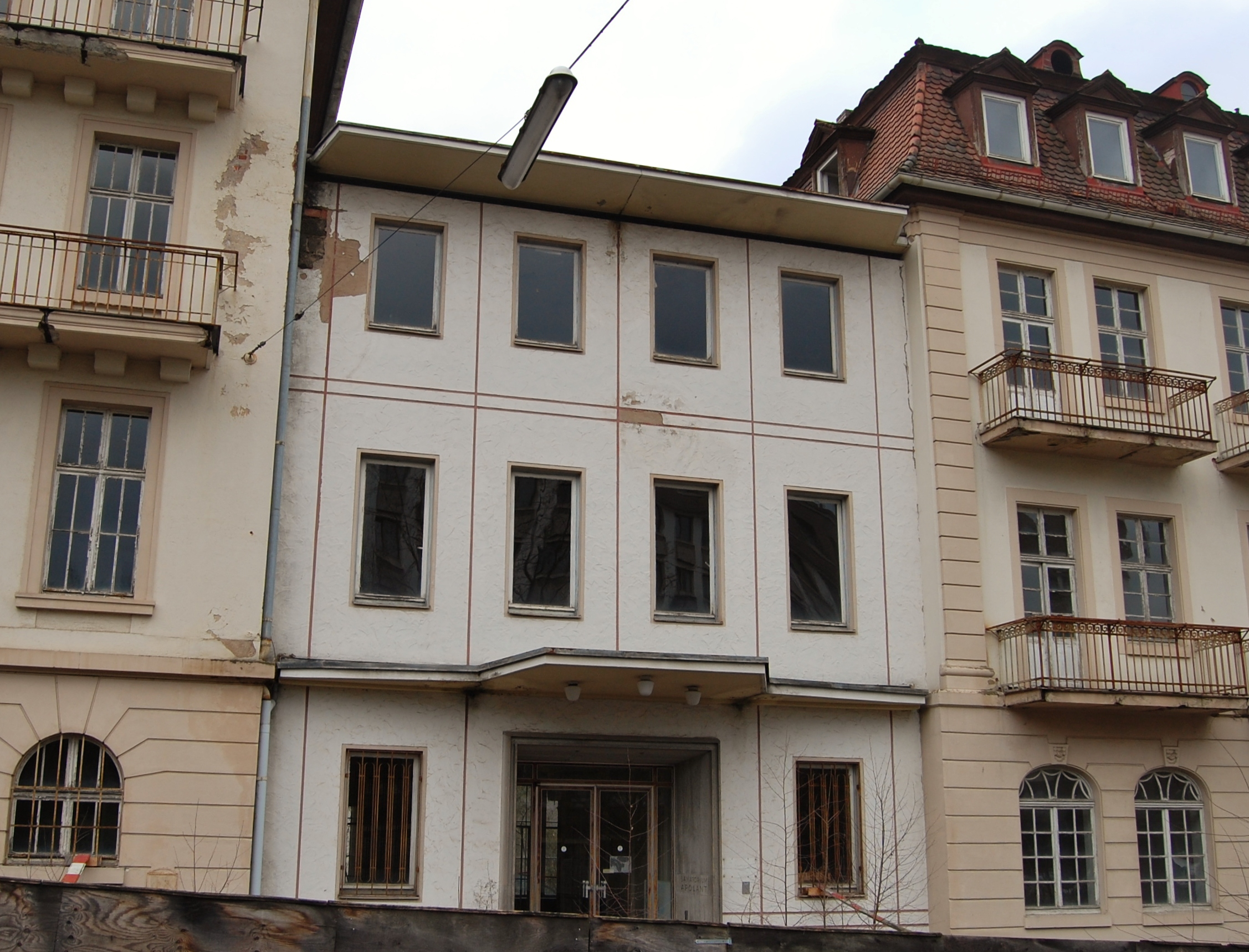
Moderner Mittelbau von 1955

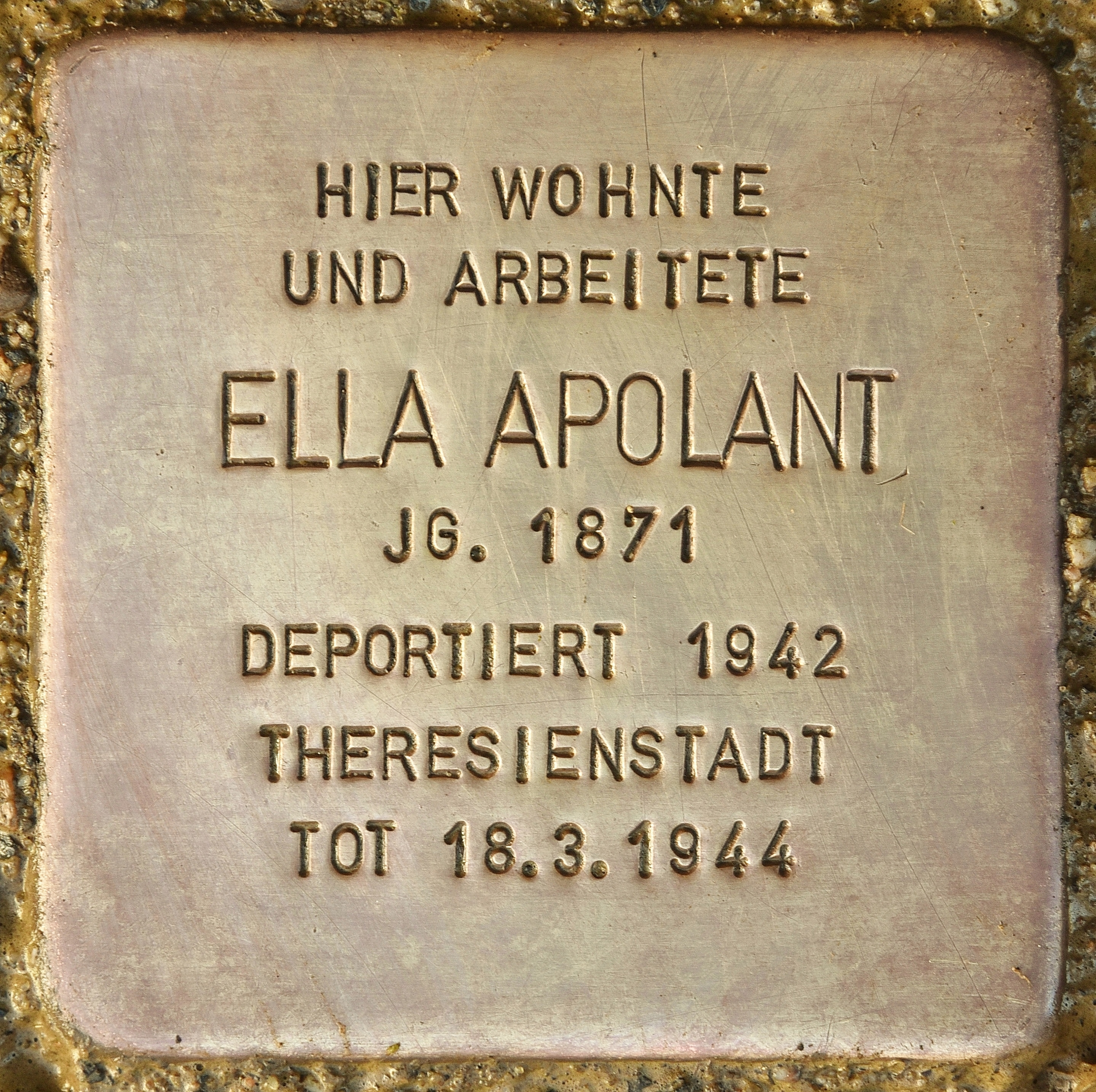
Stolperstein für Ella Apolant

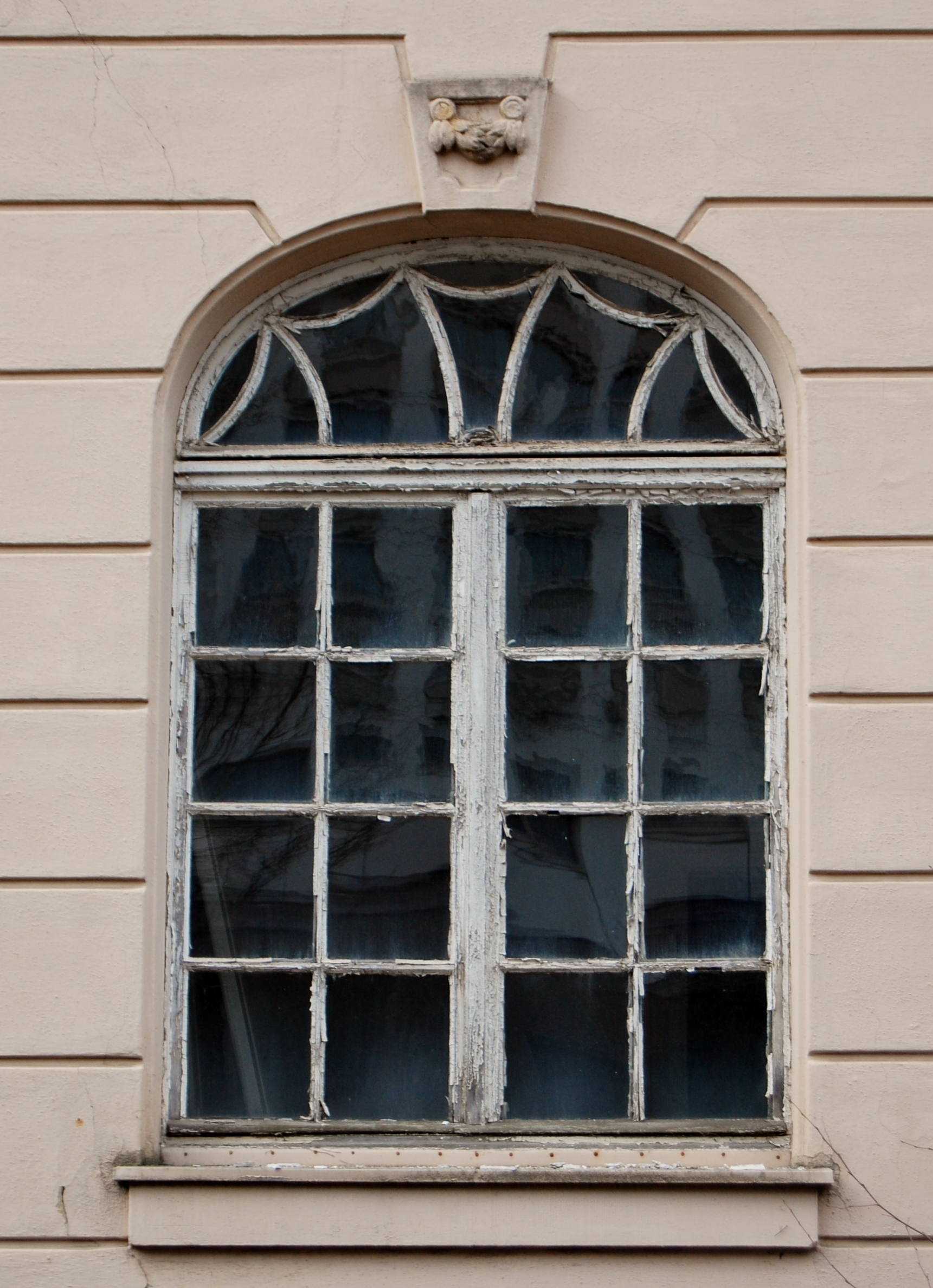
Jugendstilfenster von 1906

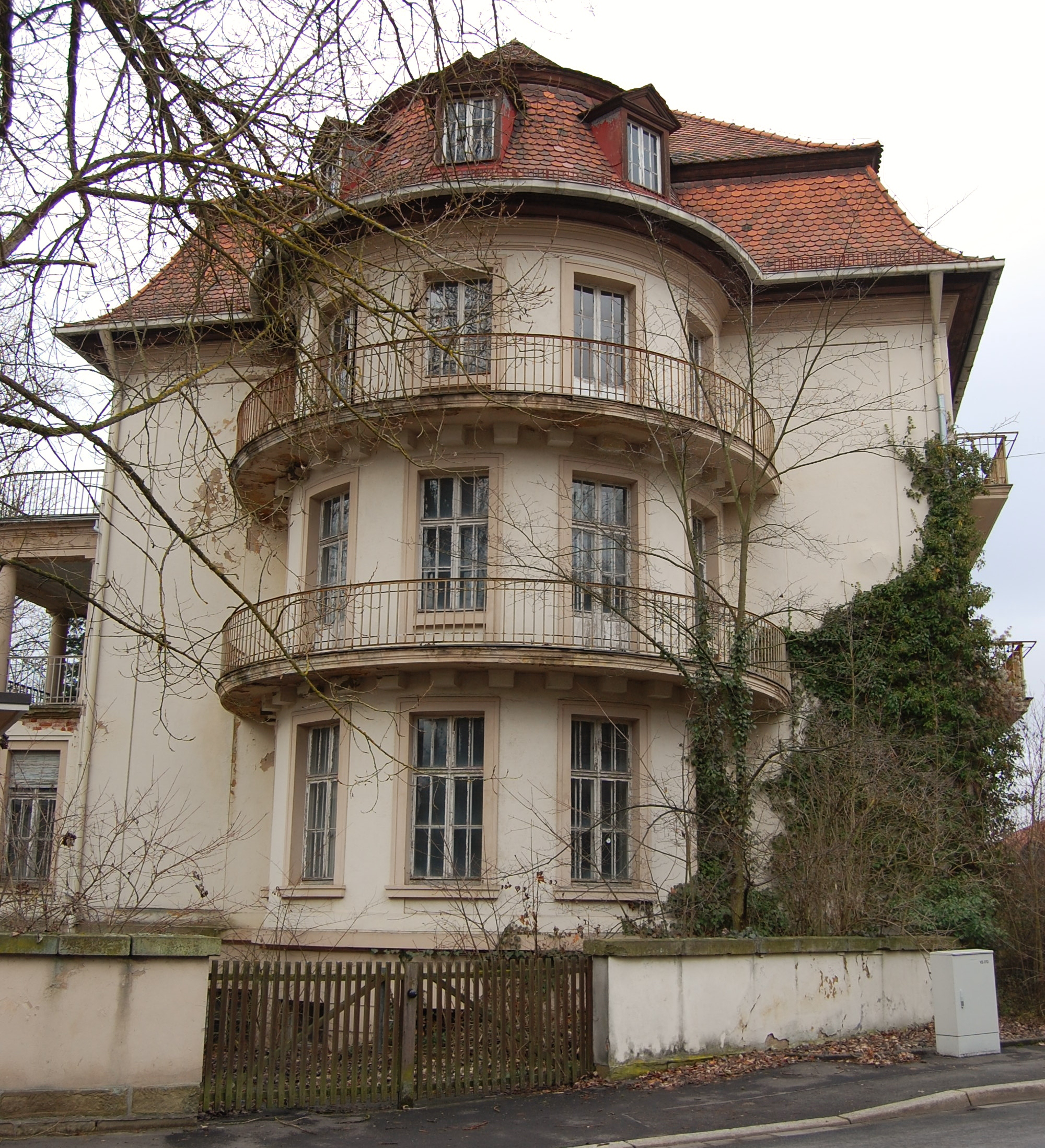
Südlicher halbrotundenförmiger Vorsprung

Das ehemalige Kurhaus Dr. Apolant ist ein ehemaliges Sanatorium im barockisierenden Jugendstil in Bad Kissingen (Menzelstraße 8–10). Es steht unter Denkmalschutz und ist in der bayerischen Denkmalliste unter der Nummer D-6-72-114-67 eingetragen.

## Geschichte
Der Sanitätsrat Dr. med. Edgar Apolant, in Stettin geborener Sohn des Kaufmannes Alexander Apolant und dessen Ehefrau Bertha Memmelsdorf (1841–1911), praktizierte als erfolgreicher Arzt in Berlin-Wilmersdorf im Haus Kaiserallee 23. Im Jahr 1906 wurde er zum Geheimen Sanitätsrat ernannt. Seine Familie war jüdischer Abstammung, aber inzwischen zum Protestantismus konvertiert.
Im Jahr 1906 ließ Apolant in Bad Kissingen an der Menzelstraße 8 sein nach ihm benanntes Kurhaus Dr. Apolant bauen, ein Sanatorium für innere Erkrankungen und Diätkuren. Das in barockisierendem Jugendstil nach Plänen des Architekten Paul Schultze-Naumburg errichtete Stammhaus ist ein dreigeschossiger Mansardwalmdachbau mit erhöhtem Mittelrisalit und Zwerchhausgiebel.
Wegen wachsender Nachfrage wurde das Anwesen 1912/1913 um ein noch größeres Nachbargebäude ergänzt (Menzelstraße 10). Dieser ebenfalls von Paul Schultze-Naumburg entworfene langgezogene Anbau ist ein dreigeschossiger Mansarddachbau mit südlichem halbrotundenförmigem Vorsprung. Reste der alten Einfriedung von 1906 sind heute ebenfalls noch erhalten.
Im Ersten Weltkrieg wurde das Sanatorium zum Reservelazarett erklärt.
Während aller Jahre wurde das Sanatorium in Bad Kissingen nur in den Sommermonaten jeweils vom 1. März bis 31. Oktober betrieben, während Apolant seinen Wohnsitz in Berlin behielt. Im Jahr 1929 starb Edgar Apolant und sein Sohn Edgar Sigmund (1894–19.11.1956) übernahm das väterliche Erbe. Nach der Machtergreifung der Nationalsozialisten (1933) sah sich Apolant jun. wegen seiner jüdischen Abstammung schon frühzeitig gezwungen, die Heimat zu verlassen, und emigrierte 1935 nach Port Washington (New York), wo er 1943 die US-Staatsbürgerschaft annahm. Der Betrieb des Sanatoriums wurde allerdings bis zum Beginn des Zweiten Weltkrieges (1939) fortgesetzt. Edgar Apolants Schwester Ella Apolant arbeitete hier als Empfangsdame. Am 15. September 1942 wurde sie in das Ghetto Theresienstadt deportiert, wo sie im Jahr 1944 starb. Ihr zu Ehren wurde vor dem Sanatorium ein Stolperstein verlegt.
Während des Krieges diente das inzwischen von den Nazis enteignete Sanatorium als Flüchtlingsheim. Nach dem Krieg kam das Haus unter treuhänderische Verwaltung.
Im Jahr 1955 übernahm die hessische Landesversicherungsanstalt, die heutige Deutsche Rentenversicherung Hessen, das Sanatorium in ganzjährigem Betrieb. Noch im selben Jahr wurden die beiden Apolant-Häuser durch einen zeitgenössisch-modernen Mittelbau verbunden. Drei Jahre später wurde der Nordgiebel durch einen dem Mittelbau ähnlichen Anbau verlängert. Beide Anbauten wurden ohne Rücksicht auf die vorhandene Gestaltung geplant, insbesondere durch den Verbindungsbau ging der Solitärcharakter der beiden Ursprungsgebäude verloren. Nach mehr als 20-jähriger Nutzung gab die LVA Hessen das Sanatorium schließlich 1978 als Folge geänderter Geschäftspolitik im Rahmen einer Betriebsstättenkonzentration auf.
Seit 1978 steht der Gebäudekomplex bis heute (2023) leer. Wechselnde Eigentümer versuchten im Laufe der Jahre mehrfach, das Anwesen wieder neu zu beleben. Doch wurden alle Ideen schon in der Planungsphase aufgegeben, da sie sich ohne Ausnahme wirtschaftlich nicht rechneten. Zudem schreibt die 1977 in Bad Kissingen eingeführte und bis heute auch für dieses Grundstück gültige Kurzonensatzung ausschließlich kurmäßige Nutzung vor (Sanatorium, Hotel, Ferienwohnung und Ähnliches), während Dauerwohnen (wie Seniorenheim, Eigentumswohnungen) verboten ist.

## Aktuelle Entwicklung
Am 7. Dezember 2000 kam das ehemalige Sanatorium Apolant erneut in eine Zwangsversteigerung, jedoch fand sich damals kein Käufer. Erst 2002 kaufte die Immobilienfirma MA.MA GmbH aus Isen (Landkreis Erding) das Anwesen. Doch auch deren Pläne zur Umnutzung des Sanatoriums – zunächst in ein 4-Sterne-Hotel mit modernem Erweiterungsbau, später in eine Anlage von Ferienwohnungen – scheiterte an der fehlenden rentablen Finanzierungsmöglichkeit.
Schließlich erwarb 2011 die Projekt-BuG aus Oberbayern das Anwesen. Infolge des inzwischen 35-jährigen Leerstandes seit 1978 ist es an den auskragenden Bauteilen bereits zu Teileinstürzen gekommen, weshalb Ende 2012 bei der Stadtverwaltung Bad Kissingen ein Antrag auf Abriss des früheren Sanatoriums eingereicht wurde.
Am 18. Dezember 2012 erteilte der Bauausschuss des Bad Kissinger Stadtrates nach Gesprächen mit den Denkmalbehörden einstimmig die Genehmigung zum Abriss des Sanatoriums Apolant, allerdings nur unter Bedingung einer bestandskräftigen Baugenehmigung für einen Ersatzbau. Damit verbunden ist noch immer die ausdrückliche Forderung nach kurzonensatzungskonformer Nutzung des Neubaus. Ein Abriss des Gebäudes ist bislang (Stand: Juni 2025) nicht erfolgt. 